# ラリー・サンレモ
ラリー・サンレモ（Rallye Sanremo）は、イタリア・サンレーモで開催されるヨーロッパラリー選手権（ERC）の中の一戦である。かつてはラリー・デ・イタリアとも呼ばれていた。かつてはグラベルとターマック双方を走るミックスラリーだったが、1997年以降はオールターマックのイベントとなっている。

## 歴史
1928年創設。1973年の世界ラリー選手権（WRC）設立時より2003年までWRCイタリアラウンドとして開催されていたが、2004年以降はラリー・サルディニアに開催権を譲った。
その後はイタリア・ラリー選手権 (Championnat d'Italie des Rallies, CIR) の一戦となり、2006年よりインターコンチネンタル・ラリー・チャレンジ（IRC）と併催されてきた。IRCのERCへの移行に伴い、2013年よりERCとの併催となっている。

### 1986年の失格騒動
1986年のWRC第11戦として行なわれたラリー・サンレモでは、プジョー・205T16E2が車両規定違反により失格となり、ランチアのマルク・アレンが優勝した。プジョーはこの裁定に対して抗議し、最終結果の判明はシーズン終了後まで持ち越された。

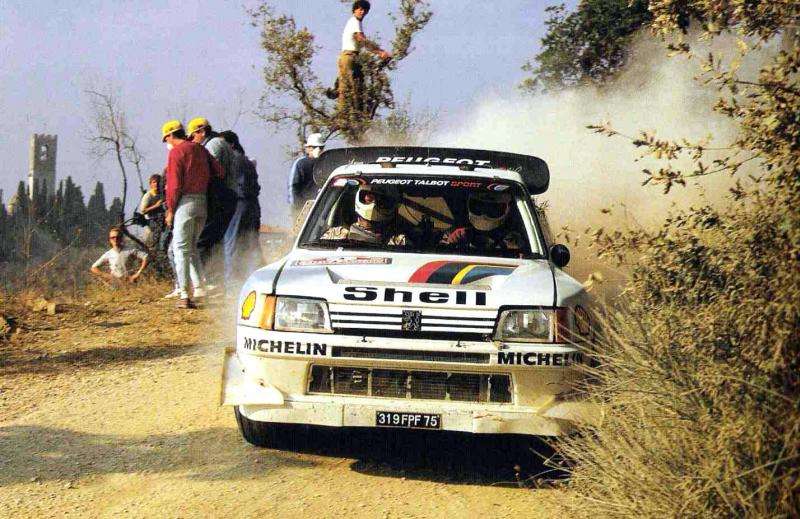
1986年ラリー・サンレモでプジョー205T16E2をドライブするユハ・カンクネン

国際自動車スポーツ連盟 (FISA) はプジョーの失格を無効とし、あわせてサンレモのリザルトを無効とした。その結果、アレンの優勝とポイントが取り消され、最終戦でチャンピオンを獲得したはずのアレンはランキング2位に落ち、プジョーのユハ・カンクネンがチャンピオンに認定された。

## 歴代優勝者（1973年以降）
| 年      | シリーズ | 優勝者                         | 優勝者                             | 車輌                             |
| 年      | シリーズ | ドライバー                     | コ・ドライバー                     | 車輌                             |
| ------- | -------- | ------------------------------ | ---------------------------------- | -------------------------------- |
| 1973年  | WRC      | ジャン＝リュック・テリエ       | ジャック・ジュベール               | アルピーヌ・ルノーA110 1800      |
| 1974年  | WRC      | サンドロ・ムナーリ             | マリオ・マヌッチ                   | ランチア・ストラトスHF           |
| 1975年  | WRC      | ビョルン・ワルデガルド         | ハンス・ソルセリウス               | ランチア・ストラトスHF           |
| 1976年  | WRC      | ビョルン・ワルデガルド         | ハンス・ソルセリウス               | ランチア・ストラトスHF           |
| 1977年  | WRC      | ジャン＝クロード・アンドリュー | Christian Delferrier               | フィアット・131アバルト          |
| 1978年  | WRC      | マルク・アレン                 | イルッカ・キビマキ                 | ランチア・ストラトスHF           |
| 1979年  | WRC      | トニー・ファッシーナ           | マウロ・マンニーニ                 | ランチア・ストラトスHF           |
| 1980年  | WRC      | ワルター・ロール               | クリスチャン・ガイストドルファー   | フィアット・131アバルト          |
| 1981年  | WRC      | ミシェル・ムートン             | ファブリツィア・ポンズ             | アウディ・クワトロ               |
| 1982年  | WRC      | スティグ・ブロンクビスト       | ビョルン・セダーベルグ             | アウディ・クワトロ               |
| 1983年  | WRC      | マルク・アレン                 | イルッカ・キビマキ                 | ランチア・ラリー037              |
| 1984年  | WRC      | アリ・バタネン                 | テリー・ハリーマン                 | プジョー・205ターボ16            |
| 1985年  | WRC      | ワルター・ロール               | クリスチャン・ガイストドルファー   | アウディ・クワトロS1             |
| 1986年† | WRC      | マルク・アレン                 | イルッカ・キビマキ                 | ランチア・デルタS4               |
| 1987年  | WRC      | ミキ・ビアシオン               | ティツィアーノ・シヴィエロ         | ランチア・デルタHF 4WD           |
| 1988年  | WRC      | ミキ・ビアシオン               | ティツィアーノ・シヴィエロ         | ランチア・デルタHFインテグラーレ |
| 1989年  | WRC      | ミキ・ビアシオン               | ティツィアーノ・シヴィエロ         | ランチア・デルタHFインテグラーレ |
| 1990年  | WRC      | ディディエ・オリオール         | ベルナール・オセッリ               | ランチア・デルタHFインテグラーレ |
| 1991年  | WRC      | ディディエ・オリオール         | ベルナール・オセッリ               | ランチア・デルタHFインテグラーレ |
| 1992年  | WRC      | アンドレア・アギーニ           | サウロ・ファルノッキア             | ランチア・デルタHFインテグラーレ |
| 1993年  | WRC      | フランコ・クニコ               | Stefano Evangelisti                | フォード・エスコートRSコスワース |
| 1994年  | WRC      | ディディエ・オリオール         | ベルナール・オセッリ               | トヨタ・セリカターボ4WD          |
| 1995年  | WRC      | ピエロ・リアッティ             | アレッサンドロ・アレッサンドリーニ | スバル・インプレッサ555          |
| 1996年  | WRC      | コリン・マクレー               | デレック・リンガー                 | スバル・インプレッサ555          |
| 1997年  | WRC      | コリン・マクレー               | ニッキー・グリスト                 | スバル・インプレッサWRC          |
| 1998年  | WRC      | トミ・マキネン                 | リスト・マニセンマキ               | 三菱・ランサーエボリューションV  |
| 1999年  | WRC      | トミ・マキネン                 | リスト・マニセンマキ               | 三菱・ランサーエボリューションVI |
| 2000年  | WRC      | ジル・パニッツィ               | エルヴェ・パニッツィ               | プジョー206WRC                   |
| 2001年  | WRC      | ジル・パニッツィ               | エルヴェ・パニッツィ               | プジョー206WRC                   |
| 2002年  | WRC      | ジル・パニッツィ               | エルヴェ・パニッツィ               | プジョー206WRC                   |
| 2003年  | WRC      | セバスチャン・ローブ           | ダニエル・エレナ                   | シトロエン・クサラWRC            |
| 2004年  | CIR      | Renato Travaglia               | Flavio Zanella                     | プジョー・206XS S1600            |
| 2005年  | CIR      | Alessandro Perico              | Fabrizio Carrara                   | ルノー・クリオ S1600             |
| 2006年  | IRC CIR  | Paolo Andreucci                | Anna Andreussi                     | フィアット・プントアバルト S2000 |
| 2007年  | IRC CIR  | Luca Rossetti                  | Matteo Chiarcossi                  | プジョー・207 S2000              |
| 2008年  | IRC CIR  | Giandomenico Basso             | Flavio Guglielmini                 | フィアット・グランデプント S2000 |
| 2009年  | IRC CIR  | クリス・ミーク                 | ポール・ネーグル                   | プジョー・207 S2000              |
| 2010年  | IRC CIR  | Paolo Andreucci                | Anna Andreussi                     | プジョー・207 S2000              |
| 2011年  | IRC CIR  | ティエリー・ヌービル           | ニコラ・ジルソール                 | プジョー・207 S2000              |
| 2012年  | IRC CIR  | ジャンドメニコ・バッソ         | ミーチャ・ドッタ                   | フォード・フィエスタRRC          |
| 2013年  | ERC CIR  | ジャンドメニコ・バッソ         | ミーチャ・ドッタ                   | プジョー・207 S2000              |
| 2014年  | ERC CIR  | ウンベルト・スカンドラ         | ギド・ドゥアモーレ                 | シュコダ・ファビア S2000         |

† 1986年はリザルト取り消し